# Song Renqiong
Song Renqiong (chinois: 宋任穷ou 宋韵琴; pinyin : Song Rènqióng ou Song Yunqin), né le 11 juillet 1909 et mort le 8 janvier 2005, était un général dans l'Armée populaire de libération de la république populaire de Chine (RPC) et l'un des huit immortels du Parti communiste chinois.

## Biographie
Song Renqiong est né à Liuyang, dans la province de Hunan, le 11 juillet 1909.
Durant la deuxième guerre sino-japonaise, il est vice-directeur du département politique de la 129e division de l'armée populaire de libération. Vers la fin de la guerre civile chinoise, il est vice-commissaire politique de l'armée de campagne du nord-est.
Après la création de la république populaire de Chine en 1949, il a été : secrétaire du comité du Parti communiste chinois (PCC) dans la province du Yunnan, vice-secrétaire du Bureau du Sud-Ouest du PCC, vice-secrétaire général du Comité central du PCC, ministre des départements n° 2, n° 3 et n° 7 de l'industrie mécanique, et premier secrétaire du Bureau du Nord-Est du PCC. Song a également été vice-président des 4e et 5e conférences consultatives nationales. Il a été membre suppléant du Politburo du 8e comité central du PCC, secrétaire du secrétariat central du 11e comité central du PCC et membre du Politburo du 12e comité central du PCC. Comme beaucoup d'autres, il a été purgé pendant la révolution culturelle et réhabilité après la mort de Mao.
Après la révolution culturel, de retour dans les sphères de pouvoir, Deng Xiaoping le nomme vice-président du Comité consultatif central de la République Populaire de Chine. Bien que la commission soit en théorie un conseil d'anciens à la retraite sans pouvoir officiel, ses membres disposent d'un droit de veto sur les grandes politiques et les questions de personnel. Lors des manifestations de la place Tiananmen en 1989, Song a été l'un des plus ardents partisans de Deng, qui a décidé de recourir à la violence pour écraser le mouvement étudiant. Considéré comme l'un des dirigeants chinois les plus influents des années 80, il est reconnu comme un des huit immortels du Parti communiste chinois.
Song Renqiong s'est retiré de la vie politique après la suppression du Comité consultatif central en octobre 1992.

## Mort
Song décéde à l'âge de 95 ans, le 8 janvier 2005 à Pékin, des suites d'une maladie. Bien que Song Renqiong soit mort avant Zhao Ziyang, il avait demandé que sa couronne de fleurs et son couplet élégiaque figurent dans les funérailles de Zhao. Ses funérailles ont eu lieu le 15 janvier. Les plus hauts responsables chinois, dont Hu Jintao et Jiang Zemin, ont assisté à ses funérailles. Les médias chinois ont décrit Song comme « un membre exceptionnel du Parti communiste, un grand soldat communiste, un remarquable révolutionnaire prolétarien et un éminent dirigeant du travail politique du Parti ».